# Недошивин, Вениамин Георгиевич
Вениами́н Гео́ргиевич Недоши́вин (5 октября 1917, Ермолаево — 25 января 1988, Душанбе) — командир роты автоматчиков 92-го стрелкового полка 201-й стрелковой дивизии 42-й армии Ленинградского фронта, гвардии лейтенант. Герой Советского Союза (1944).

## Биография
Родился 5 октября 1917 года в селе Ермолаево Оренбургской губернии (ныне село в Куюргазинском районе Республики Башкортостан) в семье рабочего. Русский. Окончил в родном районе Ермолаевский сельскохозяйственный техникум. Один год проработал зоотехником.
В 1938 году Куюргазинским райвоенкоматом Башкирской АССР был призван на службу в пограничные войска в Северо-Западный погранокруг. В послужном списке есть запись о том, что в период с 1938 года по 1943 год был командиром отделения, взвода войск НКВД Ленинградского фронта. Именно здесь он получил боевое крещение. В 1938—1942 годах служил в 13-м мотострелковом полку войск НКВД СССР. Участник советско-финской войны 1939—1940 годов. Принимал участие в Великой Отечественной войне с первых часов, после её начала. В первые часы войны в ночь, 22 июня 1941 года, был дважды ранен. Но только с подходом подкрепления позволил себя перевязать. После смерти командира пограничной заставы, в ходе первых кровопролитных боёв, взял на себя командование заставой.
На фронтах Великой Отечественной войны с июня 1941 года. В 1942 году окончил курсы младших лейтенантов. С того же года член ВКП(б)/КПСС.

## Подвиг
Из наградного листа:
«Командир роты автоматчиков 92-го стрелкового полка (201-я стрелковая дивизия, 42-я армия, Ленинградский фронт) лейтенант Вениамин Недошивин в бою 25 января 1944 года одним из первых вместе с бойцами вброд форсировал реку Ижора и внезапной атакой во взаимодействии с другими подразделениями выбил врага из деревни Руссолово Гатчинского района Ленинградской области. Было уничтожено до двух взводов противника, захвачено три орудия с тягачами и шесть автомашин с боеприпасами.
27 января 1944 года на подступах к городу Гатчина лейтенант Недошивин В. Г. во главе взвода ворвался в деревню Пижма, но оказался в окружении. Заняв круговую оборону, вдохновляя бойцов на победу, дважды раненый офицер оставался в строю и стойко отбивал атаки противника до подхода подкрепления».
Указом Президиума Верховного Совета СССР от 5 октября 1944 года за образцовое выполнение боевых заданий командования и проявленные при этом геройство и мужество лейтенанту Недошивину Вениамину Георгиевичу присвоено звание Героя Советского Союза с вручением ордена Ленина и медали «Золотая Звезда» (№ 4503).
Указ Президиума Верховного Совета от 17 ноября 1944 года:
«…В боях проявил личную храбрость и мужество, показал себя подлинным патриотом Родины, мастерски владеющим своим делом. С начала Великой Отечественной войны он 11 раз был ранен, получив при этом 42 раны».

## После войны
С 1944 года — в запасе по ранению.
В этом же году В. Недошивин с опытом оперативно-разведывательной работы стал слушателем Высшей школы НКГБ СССР. С этого времени — в органах Комитета государственной безопасности (КГБ) и Министерства внутренних дел (МВД).
После успешного окончания учебного заведения в июле 1945 года направлен в качестве оперуполномоченного в УНКГБ Львовской области УССР. За два года стал заместителем начальника отделения.
В 1947 году его командировали в распоряжение Управления Министерства государственной безопасности БАССР. Возглавил Макаровское районное отделение МГБ в селе Петровское Макаровского района БАССР (ныне — Ишимбайский район Республики Башкортостан). Проработав два года, вновь получил повышение по службе — став начальником Стерлитамакского районного отделения МГБ.
В 1961 году окончил высшую школу МВД СССР. С 1963 года подполковник внутренней службы В. Недошивин — в отставке. Жил в столице Таджикистана — городе Душанбе, где скончался 25 января 1988 года на 71-м году жизни.

## Награды
- Медаль «Золотая Звезда» Героя Советского Союза (05.10.1944)[2].
- Орден Ленина (05.10.1944).
- Орден Красного Знамени (16.02.1944)[4].
- Орден Отечественной войны 1-й степени (06.04.1985)[5].
- Медаль «За отвагу» (05.08.1942)[6].
- Медаль «За оборону Ленинграда»(1943).
- Медали.